# Zenodorus syrinx
Zenodorus syrinx är en spindelart som beskrevs av Henry Roughton Hogg 1915. Zenodorus syrinx ingår i släktet Zenodorus och familjen hoppspindlar. Inga underarter finns listade i Catalogue of Life.